# Estadio Campeón del Siglo
L' Estadio Campeón del Siglo est un stade situé dans le quartier de Bañados de Carrasco à Montevideo, en Uruguay. Il est principalement utilisé pour le football et appartient au Club Atlético Peñarol qui y joue ses matchs à domicile depuis 2016. Avec une capacité de 40 005 places c'est le deuxième stade du pays après le stade Centenario.

## Histoire
Le Peñarol utilisait le stade José Pedro Damiani (longtemps connu comme « Las Acacias ») inauguré en 1916. Sa capacité limitée à 12 000 places et sa vétusté font qu'il n'est utilisé que par les équipes jeunes du club. Le dernier match de championnat qui s'y est tenu date du mois d'août 1997, contre Rampla Juniors.
De ce fait, Peñarol dispute ensuite ses rencontres à domicile au Centenario, un stade de 60 235 places assises (plus 5 000 places debout) situé dans le Parque Batlle de Montevideo. Construit pour la Coupe du monde de 1930, il appartient toujours à l'État. Le Peñarol y réalise son record d'affluence (71 872 spectateurs) le 3 juillet 1960 lors de la réception du Real Madrid en finale aller de la Coupe intercontinentale.
En 2010, un projet de construction d'un nouveau stade pour Peñarol est lancé. En septembre de la même année, il est annoncé qu'il se situerait à proximité de l'aéroport international de Carrasco. De style anglais, il pourrait accueillir 40 000 spectateurs.
Les travaux devaient s'achever en 2015, mais à cause de retards le stade ne sera livré qu'en 2016. Il sera inauguré le 27 mars 2016 avec un spectacle, le lendemain se joue le premier match de football, une rencontre contre les Argentins de River Plate. Le Club Atlético Peñarol gagne 4 à 1, le premier buteur dans le stade est Diego Forlán.

## Structure
Les quatre tribunes sont nommés d'après quatre présidents du club.
- Tribune Frank Henderson, est la tribune principale au nord avec 9 444 places et 2 660 places dans 107 loges.
- Tribune José Pedro Damiani, au sud avec 11 141 places
- Tribune Washington Cataldi, à l'ouest avec 8 380 places
- Tribune Gastón Güelfi, à l'est avec 8 380 places

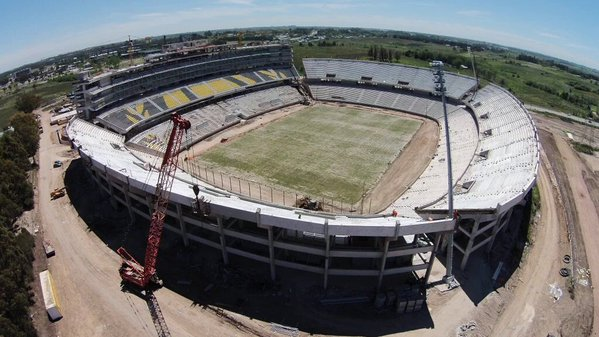
Le stade en cours de construction
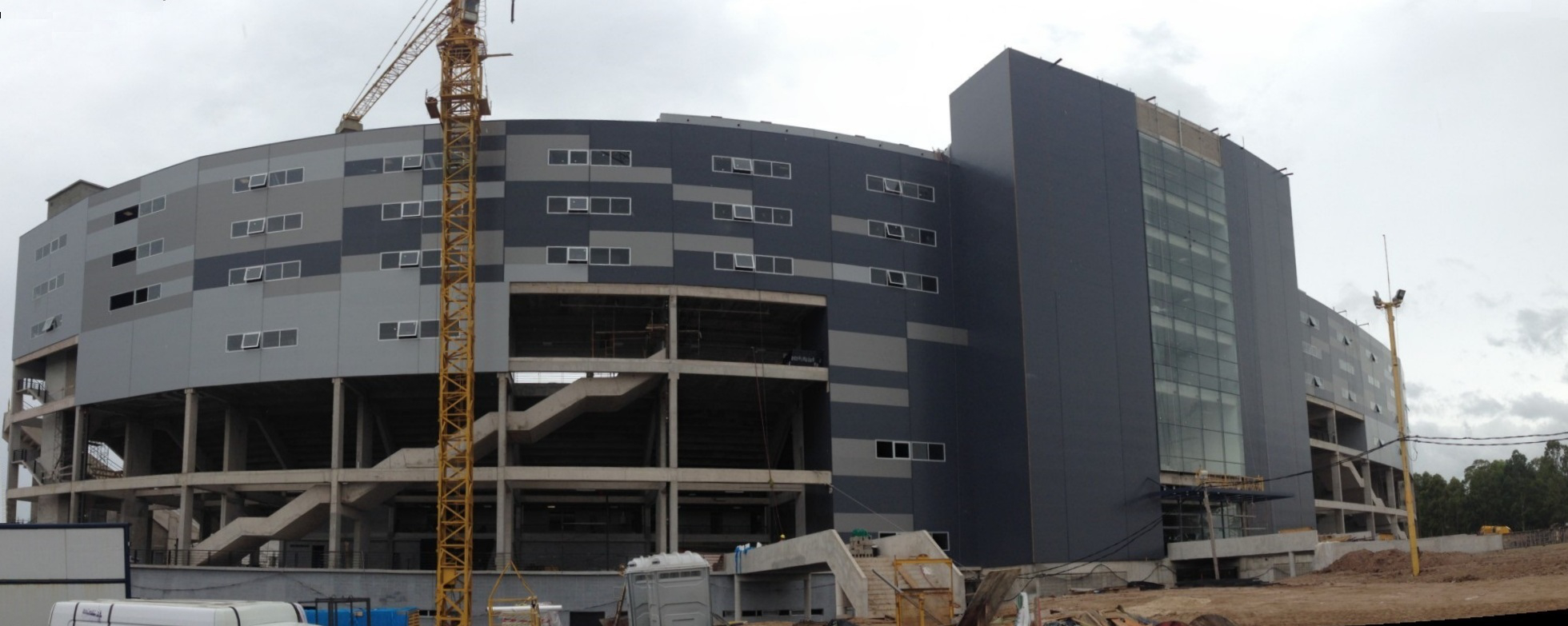
La façade du stade
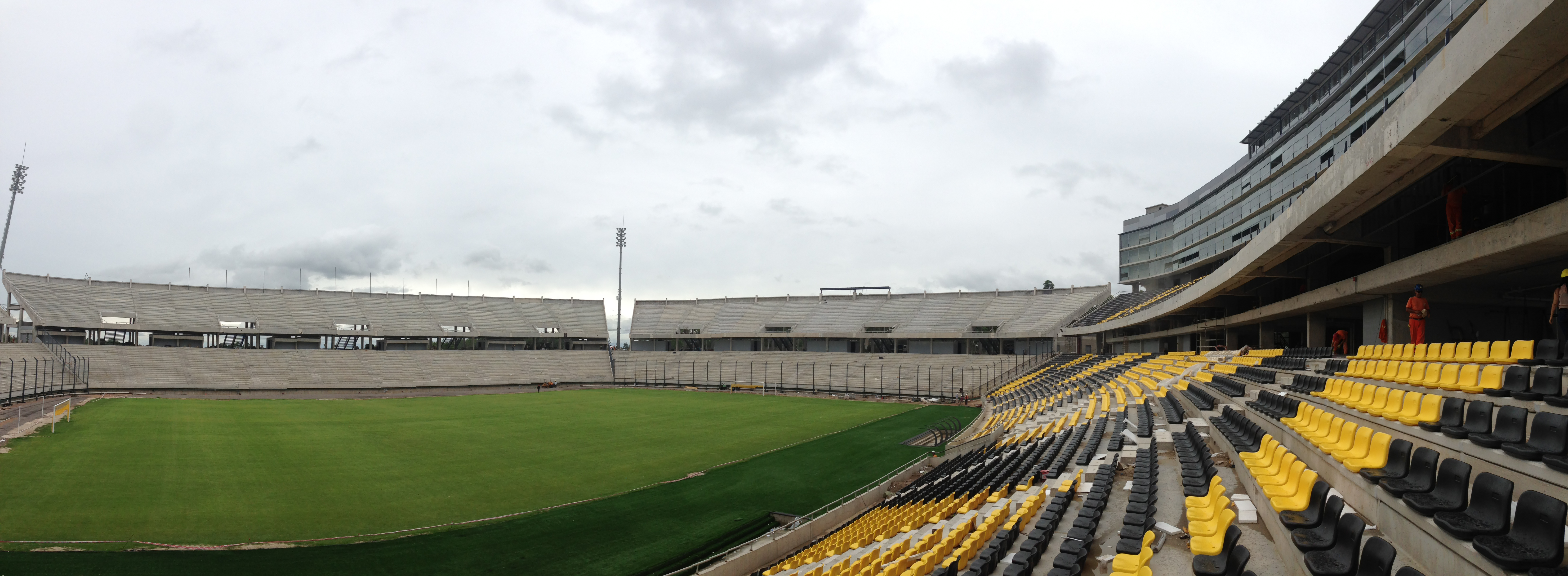
A droite la tribune Nord avec les loges (2016)
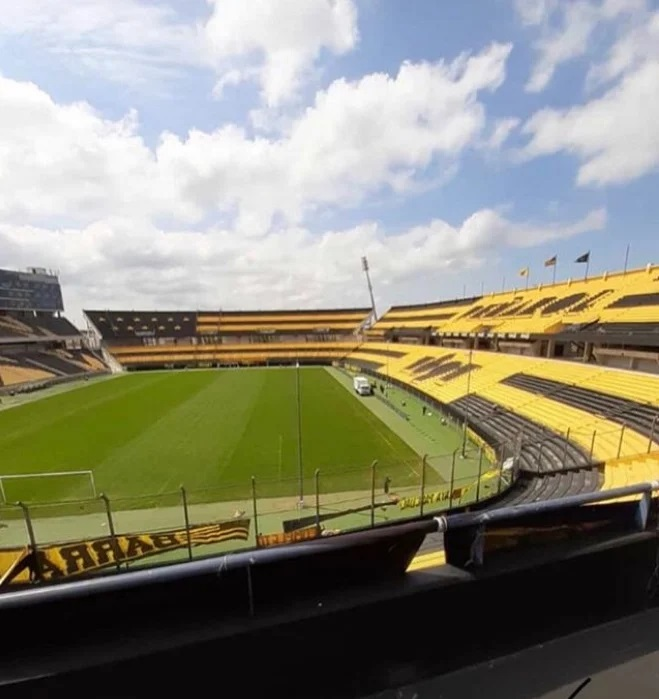
Vue intérieure (2020)